# TV 2 Beep
TV 2 Beep er en websted, der anmelder og bringer nyheder om gadgets, videospil, software, hjemmesider og mere, det gør de i form af artikler og videoer på deres hjemmeside.
Der er flere personer, der skriver artikler og laver videoer på Beep:
- David Guldager
- Kaare Sørensen
- Jakob Medgyesi
- Louise Kielstrup
- Og flere

Tidligere har følgende personer skrevet for Beep:
- Jeppe Christensen
- Michael Rastrup Smith
- Jakob M. Darré
- Niklas Ernst
- Og flere

Beep gæster ofte Go' Morgen Danmark, for at snakke om de største nyheder.